# Mountain Šošoni
Mountain Shoshoni,  zbirni naziv grupi plemena iz grupe Sjevernih Šošona koji su obitavali u planinskim područjima Idaha. Planinski Šošoni obuhvaćaju dvije skupine poznate kao Mountain Snakes (Planinske zmije) ili Sheepeaters (Ovcojedi; Sheep Eater Shoshoni) ili Tukuarika (Tukeudeka). Druga grupa su Lemhi Shoshoni ili Salmon Eaters (Lososojedi) s rijeke Salmon u Idahu.  Potomci im danas žive na rezervatu Fort Hall.